# Charles Alexandre Debacq
Charles Alexandre Debacq est un peintre français né à Paris le 12 août 1804, où il est mort le 2 octobre 1850.

## Œuvres
Œuvres localisées

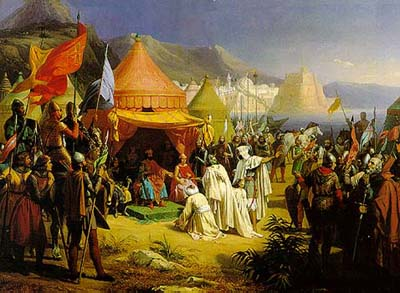
Prise de Tripoli

- Beauvais, musée départemental de l'Oise, L'Enfance de Callot.
- Noyon, Cathédrale Notre-Dame, Saint Éloi remet son anneau à sainte Godeberthe.
- Paris, chancellerie de la Légion d'honneur, Marie Stuart embarque pour l’Écosse, Salon de 1833, déposée par le musée du Louvre en 1874, n° inventaire,
- Versailles, musée national du château, L'Assemblée des croisés à Ptolemaïs,  Salon de 1840.
- Versailles, musée national du château, Prise de Tripoli, Salon de 1842.

Œuvres perdues
- Sainte Geneviève, tableau déposé en 1842 à Saint-Étienne (Loire), Établissement des sourdes-muettes,